# Sergej Fëdorov
Sergej Viktorovič Fëdorov (in russo Сергей Викторович Фёдоров?; Pskov, 13 dicembre 1969) è un dirigente sportivo ed ex hockeista su ghiaccio sovietico e russo; è il fratello di Fëdor Fëdorov.